# Maureen O’Hara (Wirtschaftswissenschaftlerin)
Maureen Patricia O’Hara (* 1950) ist eine irisch-US-amerikanische Wirtschaftswissenschaftlerin.

## Werdegang, Forschung und Lehre
O’Hara studierte zunächst an der University of Manchester, ehe sie an die University of Illinois wechselte. Dort graduierte sie 1975 als Bachelor of Science in Wirtschaftswissenschaft. Anschließend zog sie an die Northwestern University weiter. Nach ihrem Abschluss als Master of Arts in Wirtschaftswissenschaft 1976 schloss sie dort 1979 ihr Ph.D.-Studium in Finanzwissenschaft ab.
Nach Abschluss ihres Studiums wechselte O’Hara an die Cornell University, wo sie zunächst als Assistant Professor forschte und lehrte. Ab 1985 Associate Professor an der Hochschule, wurde sie dort 1989 zur ordentlichen Professorin berufen. 1993 übernahm sie den Robert-W.-Purcell-Lehrstuhl für Finanzwissenschaft und Ökonomie. Seit 2016 nimmt sie zudem einen Lehrauftrag an der University of Technology, Sydney wahr. 
O’Hara ist seit 2002 Fellow der American Finance Association. Sie erhielt mehrfach für ihre Arbeiten den Smith-Breeden-Preis der Organisation. 
Der Arbeitsschwerpunkt O’Haras liegt in der Marktmikrostruktur, insbesondere setzte sie sich dabei mit Hochfrequenzhandel, der Rolle von Finanzintermediären sowie der Regulierung der und der Transparenz in der Funktionsweise des Wertpapierhandels auseinander.